# Транспаданская республика
Транспаданская республика (итал. Repubblica Transpadana) — «дочерняя» республика революционной Франции в северной Италии на левом (северном) берегу реки По, существовавшая в 1796—1797 годах. Столица — город Милан.

## История
Образована в 1796 году генералом Бонапартом из территорий Миланского герцогства, герцогства Мантуя, Епископства Трент и части Венецианской республики, после победы при Лоди 10 мая 1796 года, в которой французская армия разбила австрийские войска и заняла Миланское герцогство. Наполеон создал временный орган (Главное управление Ломбардии), который заменил австрийских чиновников и создал марионеточную Транспаданскую республику.
Транспаданская республика была организована по образцу Французской республики. Администрации были предоставлены все гражданские полномочия, провозглашённые Наполеоном 29 октября 1796 года. Администрация состояла из четырёх отделов — культурно-религиозного, инженерного, финансового и коммерческого.
После новых побед наполеоновской армии территория республики выросла. После подписания Леобенского мира 17 апреля 1797 года Франция начала оккупацию Венецианской республики, завоевав Бергамо и расположившись на восток от реки Адда до реки Ольо. 19 мая Наполеон передал Транспаданской республике территорию Моденского герцогства, которая граничила с Циспаданской республикой.

## Упразднение
29 июня 1797 года Транспаданская республика была соединена с Циспаданской республикой, от которой её отделяла река По, в единую Цизальпинскую республику.